# Polystachya porphyrochila
Polystachya porphyrochila là một loài thực vật có hoa trong họ Lan. Loài này được J.Stewart miêu tả khoa học đầu tiên năm 1973.